# Sydvestafrika
Sydvestafrika (afrikaans:Suidwes-Afrika); tysk: Südwestafrika) er navnet på det tidligere mandatområde, som i årene 1915-1990 var under forvaltning af Sydafrika og som siden 1990 udgør Republikken Namibia. Fra 1968 anerkendte FN ikke mere statsretsligt Sydvestafrika men kun Namibia.

## Historie

### Kolonitiden
Baggrunden for den sydafrikanske kontrol af Sydvestafrika lå i de territorielle forandringer, som indledtes ved Versaillesfreden 1919 efter 1. verdenskrig vedrørende blandt andet Tysklands kolonier, hvoraf en var Tyska Sydvestafrika (tysk: Deutsch-Südwestafrika). Den Sydafrikanske Union var gået med i krigen på Storbritanniens side og havde i 1915 besat det tilgrænsende Tysk Sydvestafrika. I henhold til fredsaftalen fik Sydafrika direkte kontrol over territoriet som et så kaldt Klasse C-mandat, hvor Sydvestafrika skulle administreres på vegne af Folkeforbundet.

### Sydafrikansk administration
Området var tænkt at være et så kaldt forvaltningsområde, da Folkeforbundet afløstes af FN efter 2. verdenskrig, men Sydafrika nægtede at lade området forberede sig til selvstændighed. I praksis blev territoriet styret som en femte sydafrikansk provins, selv om det aldrig formelt blev en del af Sydafrika.
Sydafrika begrundede til dels sine krav på Sydvestafrika med, at man havde styret der i årtier og investeret summer i infrastruktur og modernisering. Walvis Bay og Penguinøerne var blevet annekteret af Storbritannien som en del af Kapkolonin i 1878 og blev dermed en del af den Sydafrikanske Union, da denne oprettedes i 1910. Walvis Bay overførtes fra Sydafrika til Sydvestafrika 1922, og atter til Kapprovinsen i 1977.
Trods internationale protester fastslog Den internationale Domstol i Haag i 1950, at Sydafrika ikke var tvunget til at forvandle folkeforbundsmandatet for Sydvestafrika til et forvaltningsområde, men at FN's generalforsamling overtog Folkeforbundets rettigheder til at overvåge, at mandatmagten opfyldte sine forpligtelser. Man lod oprette Kommittéen for Sydvestafrika, som fik ret til at blandt andet modtage klager fra territoriets indbyggere. I 1960 forsøgte Etiopien og Liberia at fremtvinge en afslutning på mandatstyret ved at hævde, at Sydafrika ikke opfyldte betingelserne for mandatet, men klagen henlagdes af den internationale domstol. Samme år oprettedes den venstrenationalistiske befrielsesrørelse SWAPO, som ønskede selvstændighed fra Sydafrika og afskaffelsen af racelovene. Med årene blev SWAPO stadig mere aktiv med militære operationer mod de sydafrikanske myndigheder. I 1961 krævede FN's generalforsamling, at Sydafrika officielt skulle afslutte udøvelsen af mandatrettigheder i Sydvestafrika, men den sydafrikanske regering afslog kravet under henvisning til, at FN ikke var berettiget til at stille dette krav.
I 1966 forandredes den internationale situation drastisk, idet FN's generalforsamling vedtog resolution 2145, som formelt afsluttede Folkeforbundsmandatet for Sydvestafrika. Samme år påbegyndte SWAPO en omfattende væbnet kamp for territoriets selvstændighed i det, som blev kaldt den sydafrikanske grænsekrig, som hurtigt eskalerede over grænsen til Portugisisk Angola, hvor en altomfattende krig for afkolonisering allerede var i gang. I 1968 stemte FN's generalforsamling for en officiel navneforandring for territoriet til Namibia ved resolution 2372. I stedet for at svække styrelsen begyndte de sydafrikanske nationalister en implementering af Odendaalkommissionens forslag: at indføre bantustans (selvstyrende områder) i Sydvestafrika, hvilket mødte kraftigt fordømmelse rundt om i verden. I 1971 hævdede Den internationella Domstol i Haag, at al fortsat sydafrikansk tilstedeværelse i Sydvestafrika var ulovlig, at Sydafrika var forpligtet til omgående at trække sig ud af Sydvestafrika samt at FNs medlemsstater ikke skulle anerkende nogen handlinger, som Sydafrika udførte på Sydvestafrikas vegne. I 1976 fik SWAPO observatørsstatus ved FN's generalforsamling som den eneste retmæssige repræsentant for den namibiske befolkning for derved yderligere at underminere sydafrikanske krav på territoriet.

### Forhandlinger om selvstændighed
Den sydafrikanske apartheid-regering gav sin fulde støtte til Lissabon i den portugisiske kolonikrig, men da Portugals diktatur blev styrtet ved Nellikerevolutionen i 1974, blev forholdene pludseligt forandrede. Sydafrika blandede sig i den angolanske borgerkrig fra sine baser i Sydvestafrika, mens den nyudråbte Folkerepublikken Angola, som støttede SWAPOs kamp i Namibia, fik støtte fra kommunistdiktaturet på Cuba.
Mens Sydafrika på grund af apartheid-politikken blev stadig mere isoleret fra omverdenen, kostede landets indblanding i krige rundt om i det sydlige Afrika enorme summer. I maj 1988, da Den kolde krig nærmede sig sin afslutning, afholdtes en konference i Moskva hvor det blev aftalt, at Sovjetunionen skulle afbryde sin militære bistand til Angola og Cuba og trække sine tropper ud af landet efter, at Sydafrika havde forladt Sydvestafrika. I 1989 dannedes FNs fredsbevarende styrker UNTAG, som havde til opgave at overvåge demokratiske valg i Namibia. Mindre kampe mellem SWAPO og sydafrikanske tropper fortsatte i løbet af året. Apartheid-systemet i Namibia blev afskaffet og demokratiske valg afholdt i november 1989 som, til trods for den sydafrikanske regerings støtte til, at mindst syv partier skulle stille op i opposition til SWAPO, alligevel blev vundet af SWAPO med 57% af stemmerne. SWAPOs partileder Sam Nujoma blev i marts 1990 Namibias første præsident.

## Politik
Den højeste embedsmand i Sydvestafrika var administratoren, som 1920-1968 blev udnævnt af Sydafrika i henhold til folkeforbundsmandatet. Territoriet fortsatte med at blive styret af en administrator, fra 1977 benævnt generaladministrator, udnævnt af den sydafrikanske regering frem til 1989. Sydvestafrika havde et eget regionalt parlament, Sydvestafrikas lovgivende forsamling (engelsk: South West Africa Legislative Assembly) og regionale departementer i lighed med de sydafrikanske provinser. De indfødte folkegruppers anliggender blev forvaltet af departementet för bantuadministration i Pretoria.
Stemmeret havde frem til 1978 kun de, som ifølge racelovene tilhørte den hvide race. Sydvestafrikas nationalistparti vandt samtlige eller næsten samtlige mandater ved alle parlamentsvalgene i årene 1950-1978. I 1978 afholdtes et fusket men etnisk inklusivt valg, som blev vundet overlegent af den moderate oppositionsalliance Democratic Turnhalle Alliance men bojkottedes af blandt andre SWAPO. I 1983 indførte Sydafrika direkte styre, den valgte regionale regering afsattes og ingen valg afholdtes i Sydvestafrika under apartheidstyret.

### Bantustaner
De sydafrikanske myndigheter skabte fra 1968 i alt 10 bantustaner i Sydvestafrika i overensstemmelse med Frans Hendrik Odendaals anbefalinger fra 1964 for at opnå en total raceadskillelse i territoriet. Af disse fik fire nominelt selvstyre. I 1980 fastsloges bantustanernes etniske exklusivitet. Da apartheid i Namibia afskaffedes i 1989, blev samtlige bantustaner "genintegrerede" i staten.
- Bushmanland
- Damaraland
- Ostcaprivi (selvstyre 1976)
- Hereroland (selvstyre 1970)
- Kaokoland
- Kavangoland (selvstyre 1973)
- Namaland
- Ovamboland (selvstyre 1973)
- Rehoboth
- Tswanaland

## Liste over koloniale overhoveder i Sydvestafrika (1915-1990)

### Administratorer
- Sir Edmond Howard Lacam Gorges (31. oktober 1915 - 1. oktober 1920)
- Gysbert Reitz Hofmeyr (1. oktober 1920 - 1. april 1926)
- Albertus Johannes Werth (1. april 1926 - 1. april 1933)
- David Gideon Conradie (1. april 1933 - 1. april 1943)
- Petrus Imker Hoogenhout (1. april 1943 - 6. december 1951)
- Albertus Johannes Roux van Rhijn (6. december 1951 - 1. december 1953)
- Daniel Thomas du Plessis Viljoen (1. december 1953 - 1. december 1963)
- Wentzel Christoffel du Plessis (1. december 1963 - 1. november 1968)
- Johannes Gert Hendrik van der Wath (1. november 1968 - 1. november 1971)
- Barend Johannes van der Walt (1. november 1971 - 1. september 1977)

### Generaladministratorer
- Marthinus T. Steyn (1. september 1977 - 7. august 1979)
- Gerrit Viljoen (7. august 1979 - 4. september 1980)
- Danie Hough (4. september 1980 - 1. februar 1983)
- Willie van Niekerk (1. februar 1983 - 1. juli 1985)
- Louis Pienaar (1. juli 1985 - 21. marts 1990)